# Charlotte Berend-Corinth
Charlotte Berend-Corinth (ur. 25 maja 1880 w Berlinie, zm. 10 stycznia 1967 w Nowym Jorku) – niemiecka malarka zaliczana do Secesji Berlińskiej, młodsza siostra pisarki Alice Berend i małżonka malarza Lovisa Corintha.
Urodziła się jako druga córka żydowskiego importera bawełny Ernesta Berenda i jego żony Hedwig z domu Gumpertz.  
W roku 1898 rozpoczęła studia w Państwowej Szkole Sztuk Pięknych w Berlinie u Maximiliana Schäfera. W następnym roku uczęszczała do szkoły przy berlińskim Muzeum Rzemiosła Artystycznego u Ewy Stort i Ludwiga Manzla.
W roku 1901 rozpoczęła naukę w prywatnej „Szkole malarstwa dla kobiet” Lovisa Corintha. W roku 1903 poślubiła Lovisa Corintha, w roku 1904 urodziła syna Thomasa, a w roku 1909 córkę Wilhelminę.
Od roku 1906 uczestniczyła w wystawach Berlińskiej Secesji, od roku 1912 została członkiem tego stowarzyszenia. Od roku 1909 zajęła się litografią.  
Gdy w roku 1911 Lovis Corinth uległ po raz pierwszy wylewowi, zajęła się pielęgnacją męża. W roku 1919 małżonkowie nabyli działkę w Urfeld nad jeziorem Walchensee i wznieśli tam dom. Tam powstały słynne krajobrazy znad tego jeziora, portrety i martwe natury.
Lovis Corinth zmarł tam 17 lipca 1925 w wieku 67 lat. W roku 1926 wydała zredagowaną przez siebie autobiografię małżonka. W roku 1924 weszła do zarządu Secesji Berlińskiej i została członkiem jury.
W roku 1927 stworzyła szkołę malarską w dawnej pracowni męża przy Klopstockstraße 48. Odbyła podróże artystyczne do Włoch, Egiptu, Turcji i Danii. W latach trzydziestych zamieszkała we Włoszech. Malowała krajobrazy akwarelą. Wystawiała wiele prac w Stanach Zjednoczonych. 
Jej syn mieszkał już od roku 1931 w Nowym Jorku. Charlotte przybyła do USA w roku 1939, po krótkim pobycie w Nowym Jorku zamieszkała w Santa Barbara w Kalifornii. W roku 1945 powróciła do Nowego Jorku, gdzie w roku 1948 spotkała się z córką Wilhelminą i jej mężem. 
W roku 1948 wydała autobiografię Mein Leben mit Lovis Corinth („Moje życie z Lovisem Corinthem“) ukończoną już w roku 1937. 
W późniejszych latach wielokrotnie odwiedzała Europę.

## Publikacje
- Max Pallenberg. 9 Oryginalnych-Lithografii. Oesterheld & Co., Berlin 1918.
- Fritzi Massary. 6 Oryginalnych-Lithografii. Gurlitt Presse, Berlin 1919.
- Anita Berber. 8 Oryginalnych-Lithografii.  Gurlitt Presse, Berlin 1919.
- Valeska Gert. 8 Oryginalnych-Lithografii.  wprowadzenie Oscar Bie. Bischoff, München 1920.
- Mein Leben mit Lovis Corinth (Moje życie z Lovisem Corinthem). Hamburg 1948
- Als ich ein Kind war (Gdy byłam dzieckiem). Hamburg 1950
- Die Gemälde von Lovis Corinth, (Spis prac Lovisa Corintha), München 1958
- Lovis. München 1958

## Charlotte na obrazach Lovisa Corintha

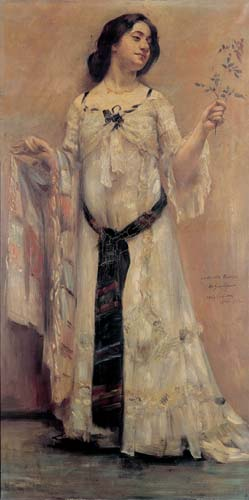
Charlotte Berend, 1902
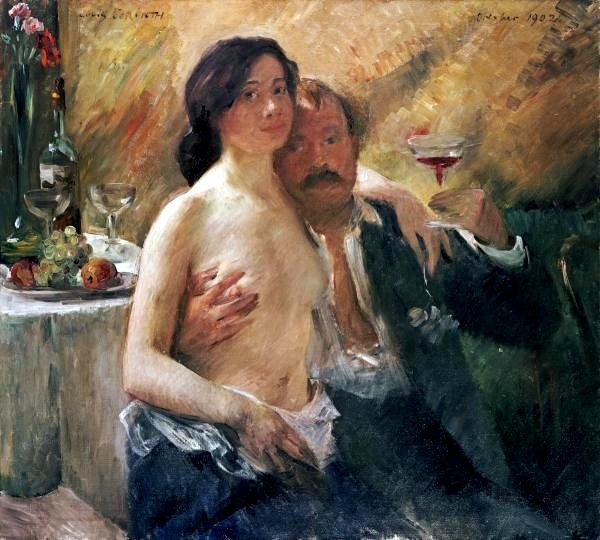
Autoportret z Charlotte Berend, 1902
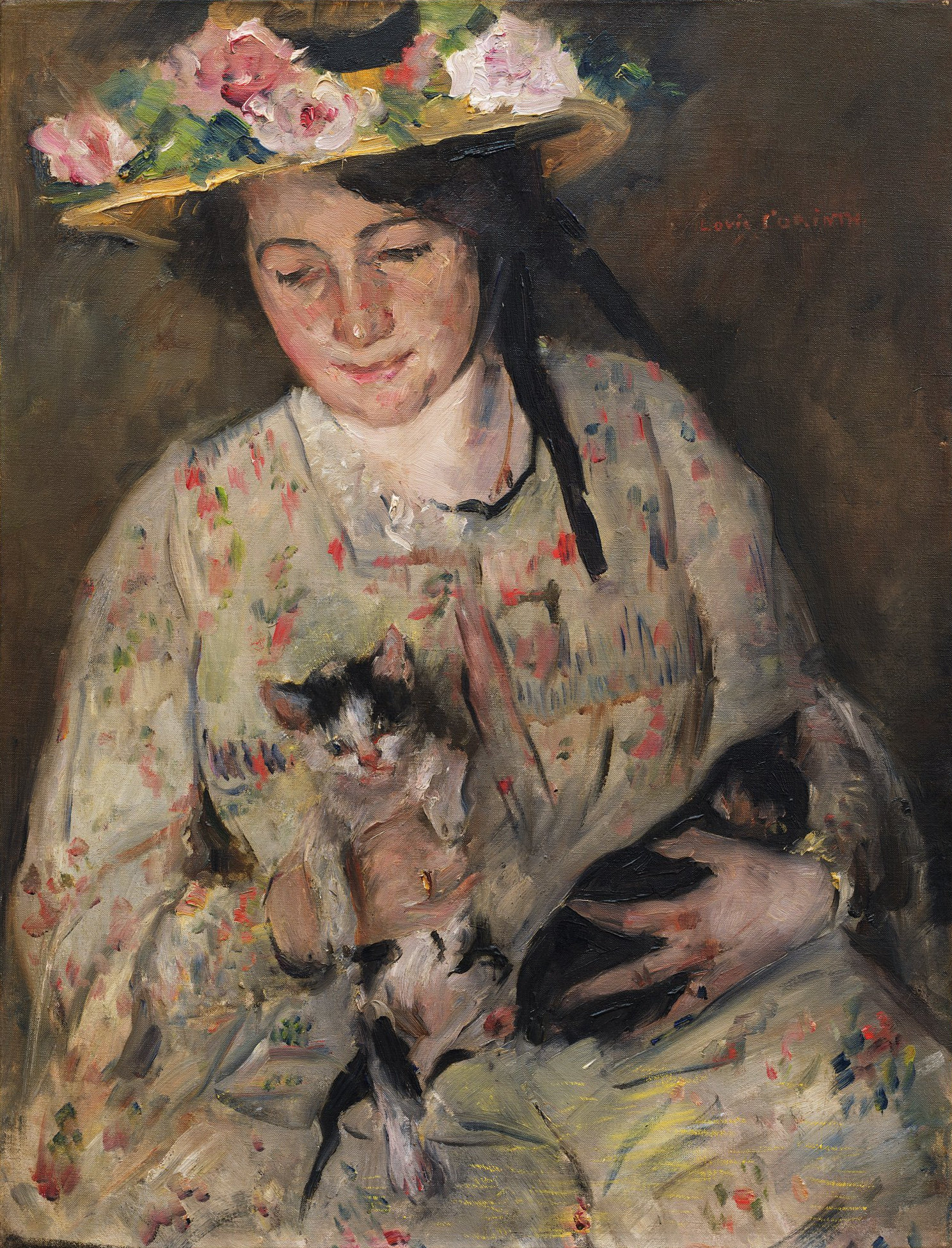
Młoda kobieta z kotami, 1904
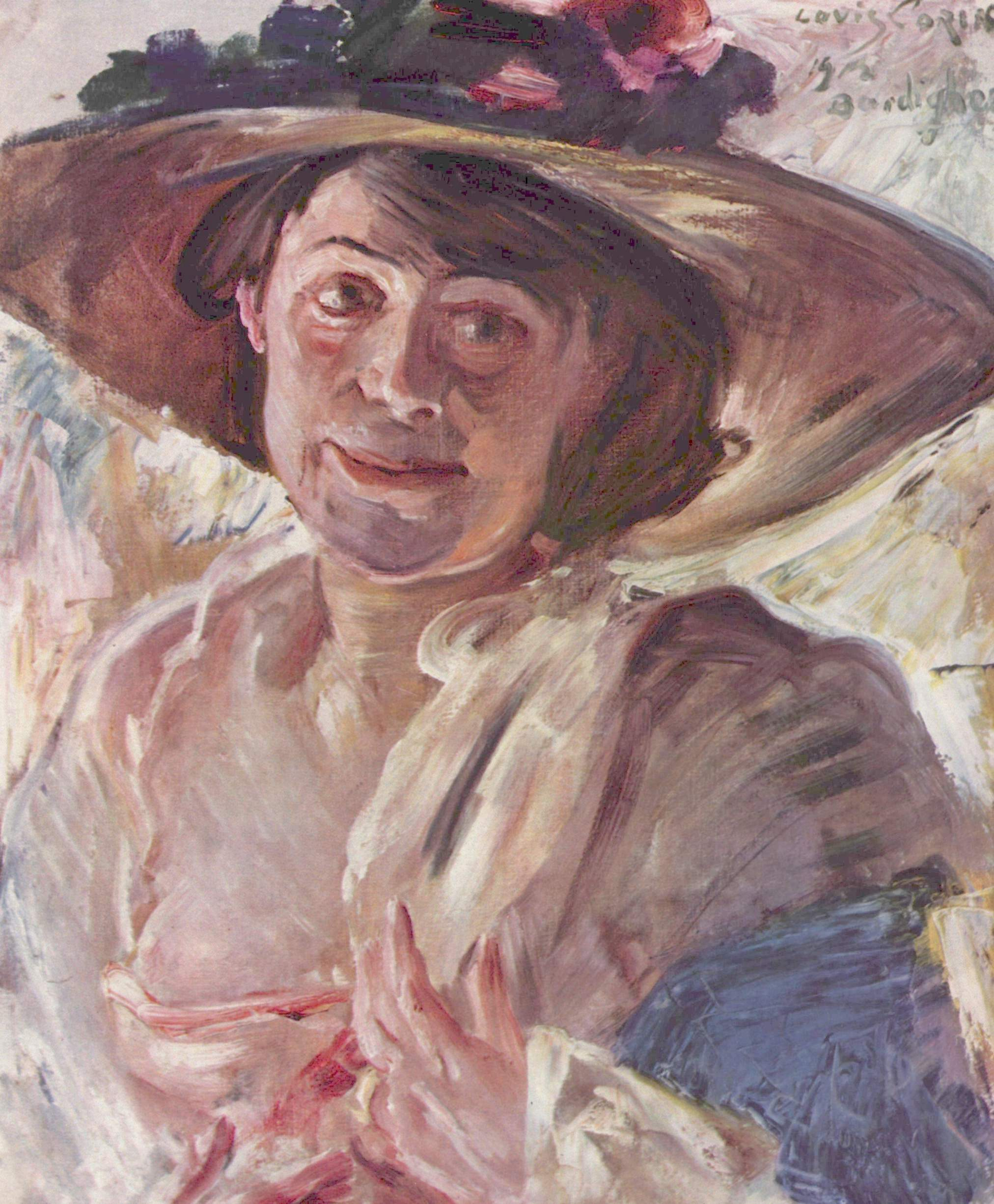
Kobieta w kapeluszu z różami, 1912